# 张恨水
張恨水（1895年5月18日—1967年2月15日），原名张心遠，安徽潜山人，中国章回小说家，也是鸳鸯蝴蝶派代表作家，在20世纪的汉语文学史、白话文发展史上有重要影响。他的作品情节曲折复杂，结构布局严谨完整，将中国传统的章回体小说与西洋小说的新技法融为一体，更以作品多产出名。他在五十几年的写作生涯中，创作了一百多部通俗小说，其中绝大多数是中、长篇章回小说，总字数近两千万言，堪称著作等身。以《春明外史》、《金粉世家》、《啼笑因缘》、《八十一梦》四部长篇小说为代表作。
恨水是筆名，取自南唐李煜词《相见欢·林花谢了春红》“自是人生长恨水长东”。有一妻兩妾。

## 生平

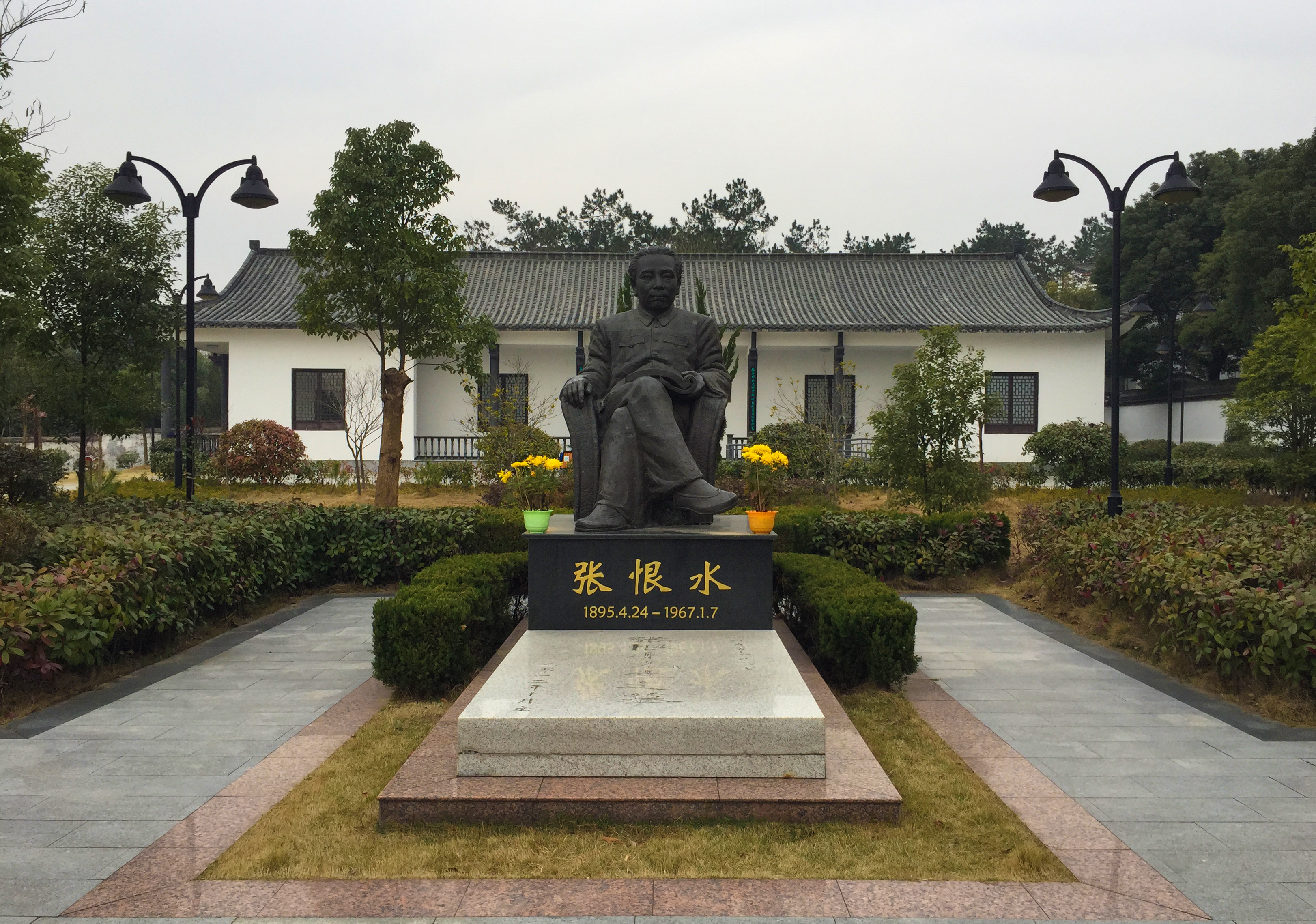
潜山县博物馆院内的张恨水墓

张恨水祖籍安徽省潜山县，生于江西广信府。父亲是官衙盐税官。少年时代主要在江西上饶、黎川等地读私塾，并沉溺于《西游记》、《列国志》一类古典小说中，尤其喜爱《红楼梦》的写作手法，醉心于风花雪月式的诗词典章及才子佳人式的小说情节。曾就读于南昌甲种农业学校、苏州蒙藏垦殖学堂。他天资聪颖，以“少年才子”闻名乡里。除了大量阅读古今哲学、历史和文学书籍之外，他亦自学英语。
他自1914年开始使用“恨水”这一笔名，其名取自李煜“自是人生长恨水长东”之句。1918年，张恨水任芜湖《皖江日报》编辑，开始写作生涯。1919年发表第一篇小说《南国相思谱》，这个时期他的作品以描写痴爱缠绵为内容，消遣意味浓重，均可列入鸳鸯蝴蝶派小说中。同年张恨水赴北平，先后任北平《益世报》助理编辑、天津《益世报》驻京记者。
1924年4月，任友人成舍我创办的《世界晚报》新闻编辑，后又主编该报副刊《夜光》。此时，开始在《夜光》上连载第一部有影响的长篇小说《春明外史》，这部长达九十万言的作品在此后的五十七个月里，风靡北方城市，使张恨水一举成名。小说对当时官场和社会的奇闻怪事，进行揭露、嘲讽和谴责，通过恋爱悲剧反映军阀统治下的黑暗现实。作者自称“用做《红楼梦》的办法，来做《儒林外史》”，小说它将言情内容与传奇成分读为一体，在传统章回体式中融入西洋小说技法，吸引了各个层次的广大读者。
1925年2月，张恨水任成舍我创办的《世界日报》副刊《明珠》编辑。先后在该报上发表多篇中、短篇小说。
1927年2月，张恨水开始在《明珠》上连载了他另一部更重要的作品《金粉世家》，从而进一步扩大了他的影响。《金粉世家》全书一百万字，揭露当时上层社会和官场贪婪、伪善、腐败的生活。
1927年10月，张恨水任《世界日报》总编辑。年底离职，先后在沈阳《新民晚报》，北京《益世报》、《新晨报》、《世界晚报》上，发表很多中、长篇小说。
1929年，他开始创作长篇小说《啼笑因缘》，全书约25万字，含有了言情、谴责、及武侠成份，这部长篇，1930年在上海《新闻报》副刊《快活林》上连载后，成了家传户诵的读物。在发表的当时就因各大电影公司争先要将之拍摄为电影而几成新闻，由它改编成的话剧和曲艺也不在少数，而因《啼笑因缘》而作的续书之多更是民国小说中之最。与徐枕亚的《玉梨魂》、李涵秋的《广陵潮》、平江不肖生的《江湖奇侠传》一起被称作礼拜六派的“四大说部”。
1931年，张恨水以稿费收入创办北华美术专科学校，自任校长，兼国文教员。著名画家齐白石、徐悲鸿、李苦禅曾任该校教员。是年，日军入侵，东三省沦陷。为表示内心激愤，他把在《新闻报》上连载的长篇小说《太平花》增加了抗战内容。这是他第一部鼓动抗战的作品。此后，发表了《热血之花》、《东北四连长》、《潜山血》、《前线的安徽 安徽的前线》、《冲锋》、《游击队》等一系列抗战作品。在1932年还出版鼓动抗战的短篇小说集《弯弓集》。他写的抗战作品，有很多是潜山家乡人提供的素材，可歌可泣，亲切动人。
1934年，张恨水由北平出发，游历西北。他在西安先后会见了邵力子、杨虎城。这一行间他目睹陕甘人非人类的艰苦生活，而盘踞在西北的军阀横征暴敛，抓丁拉夫，更弄得民不聊生。他大受震动，曾写道：“在西北之行之后，我不讳言我的思想变了，文学也自然变了。”他以西北人民生活为素材创作了《燕归来》、《小西天》两部长篇小说。
1935年，张恨水应约去上海主办《立报》副刊《花果山》，举家迁至上海。次年往南京，与张友鸾创办《南京人报》，编辑副刊《南华经》。1937年11月，他因病到芜湖住院治疗。
抗战爆发后，他将很大精力放在写作抗战小说中，其中最受后人重视的是长篇小说《八十一梦》和《魍魉世界》（原名《牛马走》）。
1938年初，张恨水离开潜山到汉口。当时，中华全国文艺界抗战协会在汉口成立，他被选为理事。接着，又去陪都重庆，加入《新民报》工作，任主笔、总社协理、重庆版经理，自编重庆版文艺副刊《最后关头》。1939年12月，张恨水开始在重庆《新民报》连载寓言式长篇小说《八十一梦》。这部作品触犯了当时社会上的权势人物，使张恨水受到特务的严密监视，只写了十几个梦便被迫停笔。
抗战胜利后，國民政府向一千多人颁发了抗战胜利勋章，张恨水也在其例。1945年底，张恨水离开重庆，辗转回到北平。北平《新民报》创刊，张恨水任经理兼副刊《北海》主编。从1946年到1947年，张恨水创作了《巴山夜雨》、《纸醉金迷》、《五子登科》等多部中、长篇小说。1948年秋，张恨水因故辞去《新民报》的所有职务，结束了40年的新闻生涯。
1949年1月31日，中国共产党占领北平，张恨水在《新民报》上发表了《写作生涯回忆》。7月，中华全国文学艺术工作者代表大会在北京召开，选举产生全国文联。张恨水被邀请，但是因为高血压病突发导致半身不遂，而未能参加。1954年，张恨水健康状况开始好转，便辞去文化部顾问职务，又专事写作。1955年夏天，张恨水隻身南游，经合肥抵安庆，回到阔别十年的故土。家乡面貌的变化，使他激动不已，回到北京后，写了中篇游记《南游杂志》，发表于香港《大公报》。
1956年春末夏初，全国文联组织一批作家艺术家到西北参观旅行，张恨水应邀参加。回到北京后，写作游记《西北行》，刊于上海《新闻日报》。
1967年2月15日（农历正月初七）早晨，張恨水正準備下床時突然仰身倒下，因为脑溢血发作在北京去世，享年72岁。

## 家庭
张恨水有一妻两妾。
原配徐文淑（1913年娶），原名徐大毛，16歲嫁入張家，小姑為其改名為文淑。先後曾生育一女一子，皆夭折。視胡秋霞之子張曉水如親兒。侍奉婆婆無微不至，待婆婆在安徽老家去世，因以夫每月寄來的撫養費購置土地遭土改批鬥，逃至安慶。晚年吃齋唸佛，1958年為給張曉水寄信的路上於街頭中風不治過世。張曉水聞訊日夜兼程，為她舉辦葬禮，灑淚而去。1989年，張曉水再為她立新墓碑。
妾胡秋霞（1924年娶），先後育有一女一子，子為張曉水。
妾周淑云（1932年娶）。

## 作品
张恨水的小说取材广阔，新闻性强，追求情节的曲折起伏，故事的生动有味，注重语言的平易晓畅，注意读者的审美心理和欣赏习惯，运用章回体这一艺术形式表现现代生活，茅盾说：“在近三十年来，运用‘章回体’而能善为扬弃，使‘章回体’续了新生命的，应当首推张恨水先生。”（《关于〈吕梁英雄传〉》，《中华论丛》第2卷第1期，1946年9月1日）张恨水在每天除处理报社大量繁重的行政事务性工作外，写作文稿常在5000字左右。他自己说过“我是一个推磨的驴子，每日总得工作，除了生病和旅行，我没有工作就比不吃饭难受。”
张恨水一生著书百多本，而且很多小说因最早在战乱期间于报刊上连载而无从考证确切日期。

### 长篇小说
- 《青衫泪》，长篇白话小说，写于1913年冬。纯粹以言情为主，鸳鸯蝴蝶派小说。
- 《南国相思谱》，长篇小说，1919年开始连载。纯粹以言情为主，鸳鸯蝴蝶派小说。
- 《皖江潮》，长篇小说，1921年连载于芜湖《皖江日报》。
- 《春明外史》，长篇小说，于1924年连载于《世界晚报》的副刊《夜光》。
- 《金粉世家》，长篇小说，1927年2月开始于《世界日报》副刊上连载，历时5年，约百万言。
- 《春明新史》，长篇小说，写于1928年
- 《落霞孤鹜》，长篇小说，写于1930年。
- 《满江红》，长篇小说，写于1930年。
- 《美人恩》，长篇小说，写于1930年。
- 《啼笑因缘》，长篇小说，1930年开始于上海《新闻报》副刊连载。
- 《啼笑因缘续集》，长篇小说，写于1933年。
- 《似水流年》(《黄金时代》)，长篇小说，1930年夏-1931年9月18日，连载于沈阳《新民晚报》。
- 《太平花》，长篇小说，写于1931年，因东三省沦陷而添入抗战内容。
- 《过渡时代》，长篇小说，1933-1934年连载于太原《太原日报》。
- 《小西天》，长篇小说，写于1934年。
- 《燕归来》，长篇小说，写于1934年
- 《艺术之宫》，长篇小说，1935年连载于上海《立报》副刊《花果山》。
- 《游击队》，长篇小说，写于1938年。
- 《征途》，长篇小说，写于1938年。
- 《桃花港》，长篇小说，写于1938年。
- 《冲锋》，长篇小说，写于1938年。
- 《疯狂》，长篇小说，写于1938年。
- 《潜山血》，长篇小说，写于1939年。
- 《秦淮世家》，长篇小说，写于1939年。
- 《蜀道难》，长篇小说，写于1939年。
- 《牛马走》，长篇小说，1941年在重庆《新民报》上连载。后来出单行本时，易名为《魍魉世界》。
- 《丹凤街》，长篇小说，书前自序作于1943年。
- 《纸醉金迷》，长篇小说，写于1946年。
- 《巴山夜雨》，长篇小说，写于1946年。
- 《五子登科》，长篇小说，1947年8月17日于《新民报》上连载。
- 《梁山伯与祝英台》，长篇小说，于1953年8月开始动笔，1954年1月1日开始于香港《大公报》连载。
- 《孔雀东南飞》，长篇小说，写于1954年。
- 《夜深沉》，长篇小说，写于1957年。
- 《大江东去》，长篇小说。
- 《凤求凰》，长篇小说。
- 《欢喜冤家》，长篇小说。
- 《热血之花》，长篇小说。
- 《石头城外》，长篇小说。
- 《银汉双星》，长篇小说。

### 其他小说
中篇小说
- 《未婚妻》，中篇小说，写于1916年。
- 《紫玉成烟》，中篇小说，写于1916年。
- 《交际明星》，中篇小说，1926年连载于《世界日报》副刊。
- 《荆棘山河》，中篇小说，1926年连载于《世界日报》副刊。
- 《南游杂感》，中篇游记，写于1955年，发表于香港《大公报》。
- 《巷战之夜》，中篇小说。

短篇小说
- 《旧新娘》，文言短篇小说，写于1913年。
- 《梅花劫》，白话短篇小说，写于1913年。
- 《战地斜阳》，短篇小说，1929年发表。
- 《弯弓集》，短篇小说集。

连载小说
- 《小说迷魂游地府记》，1919年连载于上海《民国日报》。
- 《真假宝玉》，1919年连载于上海《民国日报》。
- 《现代青年》(《青年时代》），写于20世纪30年代初，1933年3月27日一1934年7月30日在上海《新闻报》连载。
- 《中原豪侠传》，1936年连载于南京《南京人报》副刊《南华经》。
- 《鼓角声中》，1936年连载于南京《南京人报》副刊《南华经》。

军事小说
- 《虎贲万岁》，1945年，軍事小说。直接描写国民党正面战场著名战役——常德保卫战的长篇小说，也是中国一部现代战史小说。

水浒专题
- 《水浒别传》，写于1932年。
- 《水浒新传》，长篇小说，1940年2月开始于上海《新闻报》上连载。
- 《水浒人物论赞》，古典文学论集。

知道写作年份的
- 《未婚夫》，写于1919年。
- 《剑胆琴心》，写于1928年。
- 《青春之花》，写于1928年。
- 《天上人间》，写于1928年。
- 《锦片前程》，写于1932年。
- 《雾中花》，写于1947年。
- 《秋江》，写于1954年。
- 《白蛇传》，写于1954年。

不知写作年份的
- 《傲霜花》* 《北雁南飞》* 《别有天地》* 《风雪之夜》* 《剪愁集》* 《京城幻影录》* 《满城风雨》
- 《孟姜女》* 《秘密谷》* 《偶像》* 《平沪通车》* 《如此江山》* 《斯人记》* 《天河配》* 《天明寨》
- 《杨柳青青》* 《玉枝交》* 《斩鬼新传》* 《赵玉玲本纪》* 《最后关头》

未完成的小说
- 《八十一梦》，长篇小说，于1939年12月开始在重庆《新民报》上连载，因政治压迫而未能写完。
- 《一路福星》，未完，写于1947年。
- 《雨淋铃》，未完，写于1947年。
- 《岁寒三友》，未完，写于1947年。
- 《记者外传》，未完，只完成上半部，长篇小说，1957年10月26日开始在上海《新闻报》上连载。

### 散文集
- 《两都赋》，散文集。
- 《绿了芭蕉》，散文集。
- 《山窗小品》，散文集。
- 《上下古今谈》，杂文集，收录一千余篇。
- 《西北行》，游记，写于1956年。

### 自传
- 《我的小说过程》，自传，1931年1月开始于《上海画报》连载。
- 《写作生涯回忆》，自传，1949年1月1日开始于北平《新民报》连载。
- 《我的生活与创作》，长篇自传，应中央文史馆之约写于1963年。

## 相关影视作品
1931年上映的电影《银汉双星》，影星金焰和紫罗兰出演，由《春明外史》改编而来，广受关注。
1974年香港電視廣播有限公司改編《啼笑因緣》拍攝同名劇集。
1980年香港電視廣播有限公司連續劇集《京華春夢》是改編自金粉世家。
1987年香港亞洲電視有限公司再度開拍啼笑因緣。
1988年台灣電視公司播出《金粉世家》
1989年台灣電視公司改編自啼笑因緣為《新啼笑因緣》
2003年40集电视连续剧《金粉世家》再次登上央视荧屏，以平均7.68%的收视率成为两年间中央8套收视率最高的电视剧。
2004年上映了38集电视连续剧《啼笑因緣》
2006年上映了30集电视连续剧《夜深沉》。
2008年上映了42集电视连续剧《纸醉金迷》。